# Esenbeckia biclausa
Esenbeckia biclausa är en tvåvingeart som beskrevs av Wilkerson och David Fairchild 1982. Esenbeckia biclausa ingår i släktet Esenbeckia och familjen bromsar. Inga underarter finns listade i Catalogue of Life.